# Ostuni Ottavianello
L'Ostuni Ottavianello è un vino DOC la cui produzione è consentita nella provincia di Brindisi.
È ottenuto in massima parte dal vitigno=omonimo con aggiunte di Negroamaro, Malvasia Nera, Notar Domenico Sussumariello fino a un massimo del 15%.

## Caratteristiche organolettiche
- colore: dal cerasuolo al rosso rubino tenue.
- odore: vinoso con delicato profumo.
- sapore: asciutto, armonico.

## Produzione
Provincia, stagione, volume in ettolitri
- Brindisi  (1990/91)  13,3
- Brindisi  (1991/92)  73,97
- Brindisi  (1992/93)  94,79
- Brindisi  (1993/94)  85,26
- Brindisi  (1994/95)  120,82
- Brindisi  (1995/96)  48,88